# カルロス・テオ・クルス
カルロス・テオフォロ・ロザリオ・クルス（Carlos Teófilo Rosario Cruz、1937年11月24日 - 1970年2月15日）は、ドミニカ共和国の元プロボクサー。サンティアゴ州サンティアゴ・デ・ロス・カバリェロス出身。元WBA・WBC世界ライト級統一王者。名王者カルロス・オルチスを破り王座を獲得したことで知られる。

## 来歴
1959年10月23日、プロデビュー。デビュー戦は判定負けで黒星からのデビューとなった。キャリア前半は勝ったり負けたりを繰り返す平凡なボクサーだったが、1964年からは頭角を現し世界ランク入りを果たす。
1968年6月29日、名王者カルロス・オルチスの持つWBA・WBC世界ライト級タイトルに挑戦し、オルチスをポイントアウトして15回判定勝ち。番狂わせで世界王座を獲得し、一躍国の英雄となった。
1968年9月27日、早熟の天才マンド・ラモスを退け初防衛に成功。しかし翌1969年2月18日、ラモスに11回TKO負けで王座を明け渡した。
その後、王座返り咲きを目指して4連勝を収めるなど順調に再起していたが、1970年2月15日、搭乗したドミニカーナ航空の603便の墜落事故に巻き込まれ、一緒にのっていた妻と子供2人と共に帰らぬ人となった。

## 獲得タイトル
- WBA世界ライト級王座（防衛1度）
- WBC世界ライト級王座（防衛1度）